# Tampakan
Tampakan (Bayan ng Tampakan) är en kommun i Filippinerna. Kommunen ligger på ön Mindanao, och tillhör provinsen Södra Cotabato. Folkmängden uppgår till 33 011 invånare.
Tampakan är indelat i 14 barangayer.